# Cognitivisme
 (mars 2015).
Si vous disposez d'ouvrages ou d'articles de référence ou si vous connaissez des sites web de qualité traitant du thème abordé ici, merci de compléter l'article en donnant les références utiles à sa vérifiabilité et en les liant à la section « Notes et références ».
Le cognitivisme est le courant de recherche scientifique endossant l'hypothèse selon laquelle la pensée est analogue à un processus de traitement de l'information, cadre théorique qui s'est opposé, dans les années 1950, au béhaviorisme. La notion de cognition y est centrale. Elle est définie en lien avec l'intelligence artificielle comme une manipulation de symboles ou de représentations symboliques effectuée selon un ensemble de règles. Elle peut être réalisée par n'importe quel dispositif capable d'opérer ces manipulations.
Les symboles doivent représenter au moins un aspect du monde réel, de façon que le traitement de l'information débouche sur une solution satisfaisante aux problèmes posés par l'environnement.
Les partisans du cognitivisme sont souvent associés au computationnalisme.

## Historique
Dans les années 1950, le programme de recherche « cognitiviste » s'est élaboré contre l'approche behavioriste du psychisme, qui visait à n'étudier que le comportement observable (en réaction aux impasses de la méthode « introspective » du début du XXe siècle) en ignorant volontairement les représentations mentales, car non observables scientifiquement. Le béhaviorisme négligeait ainsi délibérément les activités du cerveau pour ne prendre en compte que le comportement « manifeste » humain ou animal. On a ainsi qualifié cette école de pensée de « physicalisme de la boite noire ».
Avec l'émergence de l'informatique, qui a permis de concevoir un comportement intelligent sur la base d'un langage formel réglant la manipulation de symboles, le cognitivisme s'est développé et a supplanté le béhaviorisme dans l'étude scientifique des comportements intelligents. Il est devenu à partir des années 1970 un paradigme classique des sciences cognitives et de la philosophie de l'esprit.
Le cognitivisme ne doit pas être confondu avec la « révolution cognitive » qui s'est effectuée, entre 1956 et 1960 au sein de la psychologie scientifique, notamment autour des travaux de Jerome Bruner et de George Armitage Miller,, à l'université d'Harvard. Ceux-ci ont mis à jour une activité cognitive spontanée, à la base d'apprentissages mentaux,. C'est en prenant ses distances vis-à-vis de l'impasse théorique que constituait le béhaviorisme que la révolution cognitive a vu le jour au sein de la psychologie scientifique, afin de rendre compte du fonctionnement mental en jeu dans l'adaptation.

## Les thèses
Le cognitivisme peut se définir par la conjonction de thèses fonctionnalistes et « computo-représentationnelles ». Il se présente comme une alternative au matérialisme éliminativiste et réductionniste en intégrant dans le discours scientifique les états mentaux, dont il reconnait l'existence et la spécificité.
Les thèses du cognitivisme peuvent se ramener à trois propositions :
1. Le complexe cerveau/esprit est susceptible d'une double description, matérielle ou physique d'une part, informationnelle ou fonctionnelle d'autre part ; ces deux niveaux sont largement autonomes, et le rapport qui s'établit entre eux est à l'image de celui qui lie le matériel au logiciel en informatique. C'est la thèse fonctionnaliste ;
2. Le système cognitif d'un organisme est caractérisé par ses états internes ou mentaux et par les processus qui conduisent systématiquement d'un état à un autre. Ces états sont reliés entre eux par des règles formelles au niveau informationnel et par des relations de causalité au niveau physique. Au niveau informationnel, le passage d'un état à un autre s'inscrit dans une série limitée de changements et est donc parfaitement descriptible sous forme d'algorithmes. C'est la thèse computationnaliste ;
3. Ces états peuvent être représentationnels : ils sont dotés dans ce cas d'un contenu renvoyant à des entités externes dont ils dépendent causalement. On dit alors qu'ils ont une valeur sémantique car ils réfèrent à quelque chose qui en constitue le sens. C'est la thèse représentationnaliste.

## Cognitivisme psychologique et cognitivisme philosophique
Le cognitivisme psychologique est, suivant les auteurs, associé ou non à un physicalisme fonctionnaliste, qui établit une séparation entre le matériel biologique constituant le système nerveux (le « hardware » de l'ordinateur) et les opérations mentales qui sont exécutées (les « programmes », ou « software »).

## Application aux sciences de l'éducation
Certains auteurs ont cherché à appliquer les principes théoriques du cognitivisme aux sciences de l'éducation. Parmi ceux-ci, on peut citer le professeur américain Robert Gagné et Jacques Tardif, du Québec.